# El hombre más buscado (película)
El hombre más buscado es un thriller de espionaje dirigido por Anton Corbijn. Se trata de una coproducción anglo-germano-estadounidense estrenada en enero de 2014, en el Festival de Cine de Sundance. Fue la última película interpretada por Philip Seymour Hoffman y estrenada días antes de su fallecimiento.
La película está basada en la novela homónima de John Le Carré.

## Intérpretes

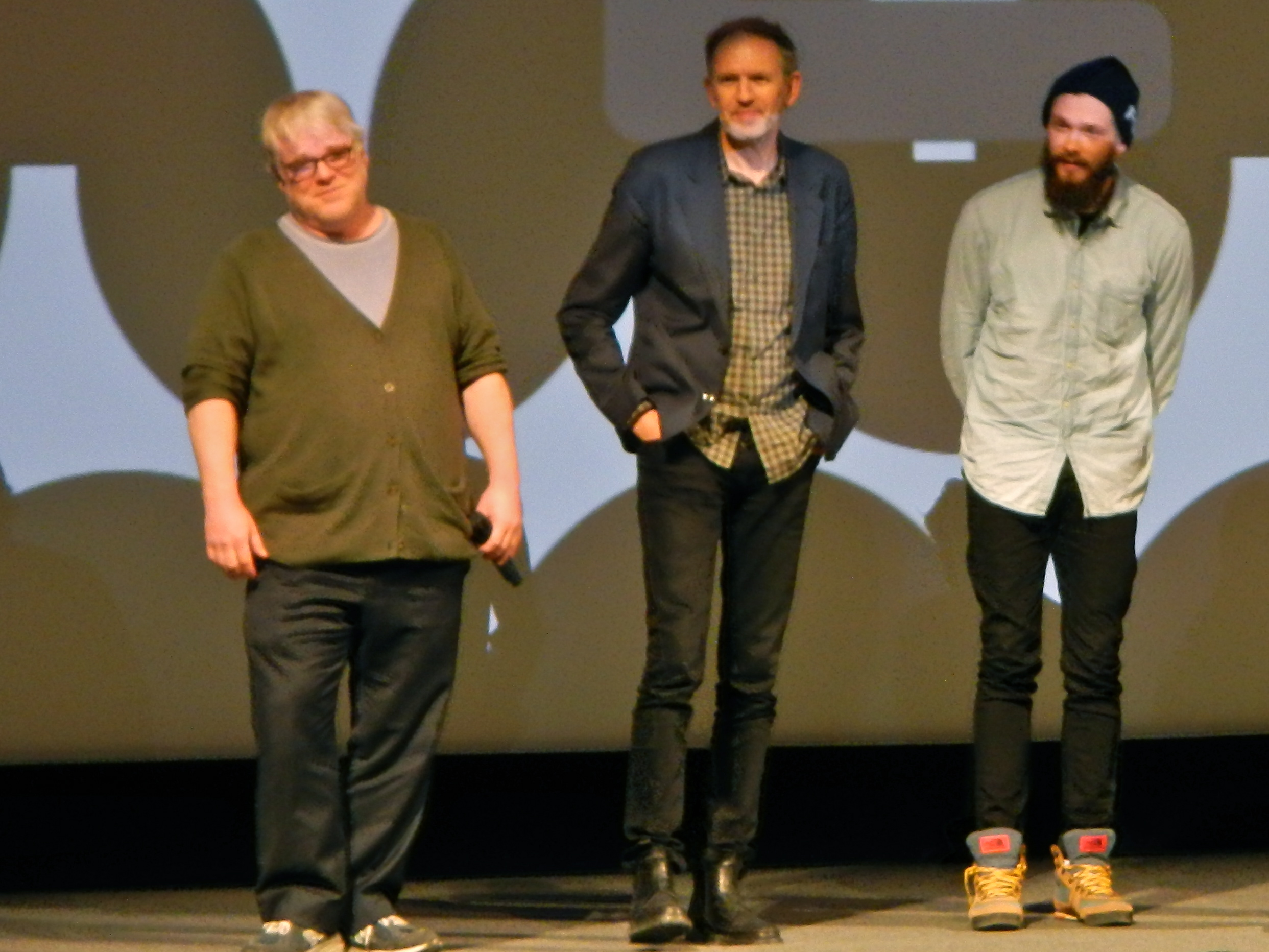
Philip Seymour Hoffman, Anton Corbijn y Grigori Dobryguin (Sundance Festival 2014)

| Actor                  | Personaje        |
| ---------------------- | ---------------- |
| Philip Seymour Hoffman | Günther Bachmann |
| Rachel McAdams         | Annabel Richter  |
| Willem Dafoe           | Tommy Brue       |
| Robin Wright           | Martha Sullivan  |
| Grigoriy Dobrygin      | Issa Karpov      |
| Derya Alabora          | Leyla            |
| Daniel Brühl           | Max              |
| Nina Hoss              | Irna Frey        |
| Vicky Krieps           | Niki             |

## Argumento
Issa Karpov es un musulmán checheno que llega a Hamburgo ilegalmente tras haber sido torturado en una prisión turca. En Hamburgo encuentra refugio en el domicilio de unos turcos que se apiadan de él. Sin embargo, su presencia no pasa inadvertida para los servicios secretos germanos, que empiezan a vigilarle.

## Producción
La película se rodó entre el 19 de septiembre y el 23 de noviembre de 2012, estando localizados los exteriores en Hamburgo, principalmente, y en Berlín.
El estreno tuvo lugar en el Festival de Cine de Sundance el 19 de enero de 2014, dos semanas antes de la muerte de Philip Seymour Hoffman, y fue su última película estrenada en vida.